# Chlorocoma dilatata
Chlorocoma dilatata är en fjärilsart som beskrevs av Walker 1861. Chlorocoma dilatata ingår i släktet Chlorocoma och familjen mätare. Inga underarter finns listade i Catalogue of Life.